# Varennes (Yonne)
Varennes – miejscowość i gmina we Francji, w regionie Burgundia-Franche-Comté, w departamencie Yonne.
Według danych na rok 1990 gminę zamieszkiwały 212 osoby, a gęstość zaludnienia wynosiła 21 osób/km² (wśród 2044 gmin Burgundii Varennes plasuje się na 699. miejscu pod względem liczby ludności, natomiast pod względem powierzchni na miejscu 924.).